# Borkhausenia gelechiella
Borkhausenia gelechiella is een vlinder uit de familie sikkelmotten (Oecophoridae). De wetenschappelijke naam is voor het eerst geldig gepubliceerd in 1889 door Wocke.
De soort komt voor in Europa.